# Kabuye (Gashora)
Kabuye ist eine von fünf Zellen (Verwaltungseinheiten 4. Ebene) im Sektor Gashora des Distrikts Bugesera in der Ostprovinz von Ruanda.

## Geographie
Kabuye liegt auf einer Höhe von etwa 1370 m. Nachbarzellen sind im Norden Gituza, im Osten Sharita, im Südosten Nkanga, im Süden Mwendo und im Nordwesten Biryogo. Kabuye liegt im Westen am Mirayi-See und im Süden am Kilimbi-See. Die Nordgrenze bildet der Fluss Nyabarongo. Entlang diesem befinden sich die Nyabarongo-Feuchtgebiete (Nyabarongo wetlands), die von BirdLife International als etwa 10.000 Hektar große Important Bird Area (IBA), d. h. als potentielles Vogelschutzgebiet, gelistet werden. Kabuye liegt innerhalb der IBA.